# Boa Esperança do Sul (ort)
Boa Esperança do Sul är en ort i Brasilien.   Den ligger i kommunen Boa Esperança do Sul och delstaten São Paulo, i den sydöstra delen av landet, 700 km söder om huvudstaden Brasília. Boa Esperança do Sul ligger 480 meter över havet och antalet invånare är 10 787.
Terrängen runt Boa Esperança do Sul är huvudsakligen platt. Boa Esperança do Sul ligger nere i en dal. Boa Esperança do Sul är det största samhället i trakten.
Omgivningarna runt Boa Esperança do Sul är en mosaik av jordbruksmark och naturlig växtlighet. Runt Boa Esperança do Sul är det ganska glesbefolkat, med 38 invånare per kvadratkilometer.